# Casa de la Inquisición (Alcantarilla)
La casa de la Inquisición, también conocida como casa de las Cayitas, es un edificio del siglo XVIII en el municipio murciano de Alcantarilla (España). Fue la sede del tribunal comarcal de la Inquisición hasta la disolución de la institución en el siglo XIX. En 1982 fue declarado un Monumento Histórico Artístico nacional, catalogación denominada Bien de interés cultural de España en la actualidad, bajo registro RI-51-0004678.

## Historia
La estructura se erigió en el siglo XVIII con la función de albergar el tribunal del Santo Oficio, que juzgaba casos de brujería, herejía y similares. Esta institución ya se encontraba en la villa alrededor del siglo XVI. Probablemente solo llevaba los procesos más leves, ya que los más importantes se investigaban en la sede de la Inquisición en Murcia. La casa llevaba el tribunal de la comarca, que incluía a las poblaciones vecinas de Javalí, Puebla de Soto, La Ñora y Sangonera, entre otros.
Los primeros registros que hacen referencia al lugar datan del siglo XVIII, y describen un pleito entre el obispado de Cartagena y el propio Santo Oficio, que tuvo que solucionar el moncarca Felipe V de Borbón. El palacete presentaba en sus sótano los calabozos, donde los acusados aguardaban el juicio; los sentenciados llegaban a Toledo en carros para sufrir el castigo de la hoguera o del garrote vil. La casa abandonó sus funciones definitivamente en 1837, con la abolición de la Inquisición, pero desde inicios de siglo su importancia ya había menguado.
En 1870 José López de Tudela adquirió sus terrenos; en 1941 la propiedad pasó a Caya Arias Castellanos y a su hija Caya López, de donde procede la denominación popular «casa de las Cayitas». Durante la década de 1980, el ayuntamiento de Alcantarilla, tras negociar con los últimos propietarios, consiguió la cesión del edificio y el huerto anexo al municipio. Pasó por una serie de restauraciones debido a su estado ruinoso en el momento de la adquisición.

## Arquitectura
La estructura consiste en un palacete de estilo barroco con tres plantas, la tercera con buhardilla, y un sótano. Todos los pisos se comunican mediante una escalera central. La fachada está recubierta en piedra y presenta ornamentación de ladrillo en las ventanas y puertas, con hiladas que recorren todo el exterior desde un extremo al otro. La parte frontal tiene un acceso con puerta doble, a cuyos lados se abren dos ventanas. En la parte superior solía haber un pequeño balcón flanqueado por otro par de ventanas. En la última planta hay cuatro vanos que a diferencia del resto no son adintelados, sino que tienen forma de pequeño arco de medio punto. Las dos ventanas centrales son un arco geminado, y entre estas se muestra el escudo heráldico de la Inquisición, con una cruz entre la espada y el laurel. El techo es a cuatro aguas con tejas de cañón, y en el centro tiene un pequeño techado a dos aguas. El interior ha sufrido varios cambios a lo largo de la historia, especialmente en los años en que fue convertido en una casa habitable.